# Wederkerig werkwoord
Een wederkerig werkwoord is een zelfstandig werkwoord dat in combinatie met een wederkerig voornaamwoord gebruikt kan worden. Dit voornaamwoord fungeert dan als lijdend voorwerp of meewerkend voorwerp in de zin.

## Nederlands
In de grammatica van de Nederlandse taal is de term wederkerig werkwoord niet gebruikelijk. Wel wordt om wederkerigheid van een werkwoord aan te geven een wederkerig voornaamwoord (meestal elkaar) gebruikt. Voorbeelden van dergelijk wederkerig gebruik zijn elkaar aankijken, elkaar begrijpen of elkaar ontmoeten.
In het Nederlands kunnen zulke werkwoorden altijd ook zonder wederkerig voornaamwoord gebruikt worden. Ze zijn dus niet verplicht wederkerig, in tegenstelling tot wat bij de wederkerende werkwoorden soms wel het geval is.

## Andere talen
In andere talen ligt dat soms wat anders. In het Xhosa kunnen wederkerige werkwoorden bijvoorbeeld gevormd worden door toevoeging van het achtervoegsel -na. Ukuqonda betekent zodoende "begrijpen", terwijl ukuqondana vertaald kan worden als "elkaar begrijpen".
Siyaqondana - wij begrijpen elkaar
Bayasiqonda - zij begrijpen ons.
In het Turks kan wederkerigheid zowel met het voornaamwoord birbirlerin (elkaar) uitgedrukt worden als met een achtervoegsel -Iş- achter de stam van het werkwoord, bijvoorbeeld: dövmek (slaan):
Futbolcular birbirlerini dövdü(ler)
Futbolcular dövüştü(ler)
De voetballers sloegen elkaar
Het werkwoord dövüşmek betekent dus "elkaar slaan" en is daarmee een wederkerig werkwoord, terwijl dövmek gewoonlijk overgankelijk is.
In het Frans (en andere Romaanse talen) kan het aspect wederkerigheid met een werkwoord dat het (wederkerend) voornaamwoord se bij zich heeft worden uitgedrukt:
on se comprend - we begrijpen elkaar (letterlijk: 'men begrijpt elkaar')
Daarnaast bestaat er een apart wederkerig voornaamwoord in het Frans, l'un (à) l'autre (mannelijk enkelvoud).